# Andromède XVI
Andromède XVI est une galaxie naine du Groupe local.